# Ramona fait son cinéma
Pour plus de détails, voir Fiche technique et Distribution.
Ramona fait son cinéma (Ramona) est un film espagnol, premier long-métrage réalisé par Andrea Bagney et sorti en 2022.

## Synopsis
Ramona est une trentenaire anxieuse qui tente de refaire sa vie en tant qu'actrice à Madrid, sa ville d'origine. Alors qu'elle se rend à une première audition pour un long-métrage, le hasard l'amène plus vite que prévu à réaliser ses rêves. La vie toute tracée de Ramona prend alors une tournure qu'elle doit apprendre à ne plus contrôler.

## Fiche technique
- Titre : Ramona fait son cinéma
- Titre original : Ramona
- Réalisation : Andrea Bagney
- Scénario : Andrea Bagney
- Photographie : Pol Orpinell
- Costumes : Unai De Mateos et Raquel Menéndez
- Décors : Carmen Main
- Montage : Pablo Barce
- Son : Daniel Rincón García, Miguel Salas et Alejandro Sánchez Arranz
- Production : Tortilla Films
- Distribution : Filmin (Espagne) - UFO Distribution (France)
- Pays de production :  Espagne
- Durée : 80 minutes
- Dates de sortie : 
  - République tchèque : juillet 2022 (Festival international du film de Karlovy Vary)
  - France : 17 mai 2023

## Distribution
- Lourdes Hernández : Ramona
- Bruno Lastra : Bruno
- Francesco Carril : Nico
- Agustín Mateo : Pancho
- Rocío González Cela : Rocío
- Rafael Ordorika : David
- Sergio Uguet de Resayre : Ignacio
- Javier Carrasco
- Juan Fernández Lifante

## Réception critique
Les Cahiers du cinéma parle des références du film « Annie Hall et de Before Sunshine, révélant le caractère balisé d'un geste affichant son héritage et ses codes narratifs et esthétiques ». Toujours selon les Cahiers, « la rencontre de Lourdes Hernandez (plus connue sous son nom de scène, Russian Red) et du personnage (elle-même ancienne chanteuse) donne ainsi la sensation d'avoir affaire aux bribes d'un authentique portrait ».

## Distinctions

### Récompenses
(Source : Imdb)
- Meilleur scénario au Festival international du film de Rome 2022
- Meilleur film au Festival international du film de Brasília 2022

### Sélections
- Festival international du film de Karlovy Vary 2022[2]
- Festival international du film de La Roche-sur-Yon 2022[3]
- Festival Premiers Plans d'Angers 2023[4]
- Festival du cinéma espagnol de Nantes 2023[5]
- Festival du cinéma méditerranéen de Tétouan 2023[6]